# Alpiner Skieuropacup 1979/80
Gesamt- und Disziplinenwertungen der Saison 1979/1980 des Alpinen Skieuropacups.

## Europacupwertungen

### Gesamtwertung
| Rang | Name                   | Land       | Punkte |
| ---- | ---------------------- | ---------- | ------ |
| 1    | Siegfried Kerschbaumer | Italien    | 152    |
| 2    | Tiziano Bieller        | Italien    | 146    |
| 3    | Helmut Gstrein         | Österreich | 125    |

| Rang | Name            | Land             | Punkte |
| ---- | --------------- | ---------------- | ------ |
| 1    | Erika Gfrerer   | Österreich       | 198    |
| 2    | Olga Charvátová | Tschechoslowakei | 187    |
| 3    | Lenka Vlčková   | Tschechoslowakei | 128    |

### Abfahrt
| Rang | Name                   | Land       | Punkte |
| ---- | ---------------------- | ---------- | ------ |
| 1    | Dieter Amann           | Österreich | 85     |
| 2    | Siegfried Kerschbaumer | Italien    | 82     |
| 3    | Hannes Thonhofer       | Österreich | 73     |

| Rang | Name               | Land       | Punkte |
| ---- | ------------------ | ---------- | ------ |
| 1    | Erika Gfrerer      | Österreich | 50     |
| 2    | Elisabeth Kirchler | Österreich | 34     |
| 3    | Claudine Emonet    | Frankreich | 25     |
| 3    | Torill Fjeldstad   | Norwegen   | 25     |

### Riesenslalom
| Rang | Name            | Land       | Punkte |
| ---- | --------------- | ---------- | ------ |
| 1    | Tiziano Bieller | Italien    | 125    |
| 2    | Efrem Merelli   | Italien    | 077    |
| 3    | Helmut Gstrein  | Österreich | 074    |

| Rang | Name               | Land       | Punkte |
| ---- | ------------------ | ---------- | ------ |
| 1    | Erika Gfrerer      | Österreich | 50     |
| 2    | Elisabeth Kirchler | Österreich | 34     |
| 3    | Torill Fjeldstad   | Norwegen   | 25     |

### Slalom
| Rang | Name              | Land     | Punkte |
| ---- | ----------------- | -------- | ------ |
| 1    | Bengt Fjällberg   | Schweden | 82     |
| 2    | Lars Halvarsson   | Schweden | 76     |
| 2    | Giuseppe Carletti | Italien  | 76     |

| Rang | Name             | Land             | Punkte |
| ---- | ---------------- | ---------------- | ------ |
| 1    | Olga Charvátová  | Tschechoslowakei | 110    |
| 2    | Lenka Vlčková    | Tschechoslowakei | 092    |
| 3    | Anni Kronbichler | Österreich       | 063    |